# Barrhill (Nova Zelândia)
Barrhill é uma localidade pouco povoada da região de Canterbury, Ilha do Sul, Nova Zelândia. Está situada nas Planícies de Canterbury, na margem direita do Rio Rakaia. Foi fundada por Cathcart Wason em meados da década de 1870 e nomeado por ele em homenagem a sua antiga cidade, Barrhill em South Ayrshire, Escócia. Wason tentou fazer de Barrhill uma aldeia-modelo para os trabalhadores de sua grande fazenda de ovelhas. A população da aldeia atingiu o pico em meados da década de 1880, antes de uma recessão iniciada uma crise econômica. Wason esperava que um troço ferroviário conseguisse alcançar o povoado, mas a linha foi construída em 1880 em um alinhamento a muitos quilômetros de distância, o que fez com que a população de Barrhill diminuísse.
Três dos edifícios originais de Barrhill mais o portão de entrada no Wason foram construídos em concreto, e ainda existem até hoje. Um desses edifícios, a Igreja de São João, é registrado pelo Património da Nova Zelândia como um edifício histórico, e a portaria é um museu. Hoje em dia, poucos edifícios existem na aldeia, mas o desenho original de avenidas ainda existe, dando a definição de uma aparência encantadora.

## Geografia

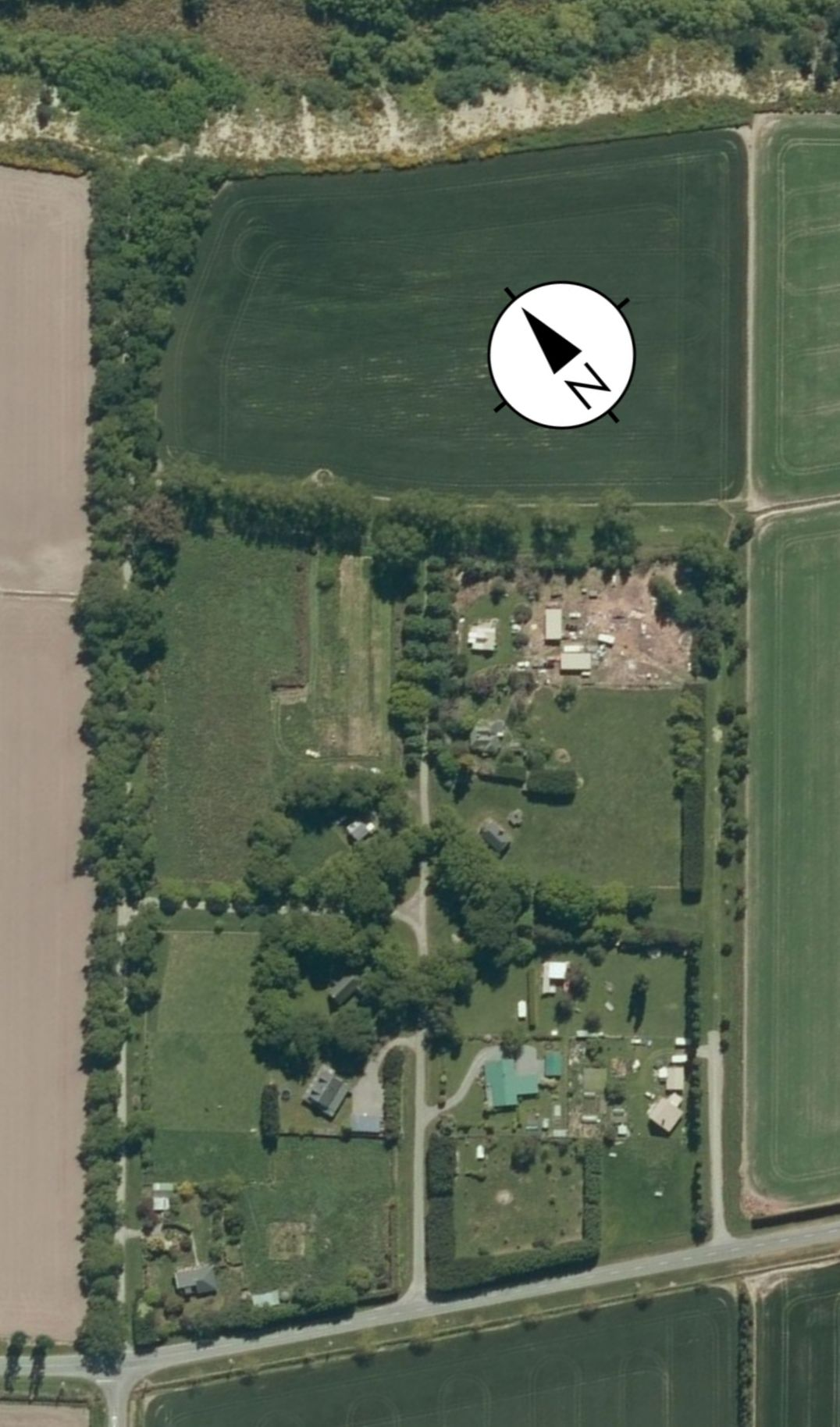
Foto aérea de Barrhill mostrando o que parece ser os três círculos da Trindade

Barrhill é um pequeno povoado entre a Estrada Rakaia Barrhill Methven e o Rio Rakaia, localizado a 210m acima do nível do mar. Está a cerca de 17 quilômetros (11 mi) da cidade de Rakaia e 21 quilômetros (13 mi) a partir de Methven. As quatro ruas exteriores, uma dos quais é a Estrada Rakaia Barrhill Methven, formam de um trapézio com o lado maior em 200 metros (660 pé). Duas estradas internas se ligam perpendicularmente uma a outra, dividindo a área em quatro quadrantes. No cruzamento de estradas internas localiza-se o mercado local.
Além da estrada principal, há cinco avenidas, com plantas de uma única espécie que nomeiam os logradouros: Carvalho, Populus, Bétula, Tilia, e sycamore. As avenidas arborizadas dão a Barrhill uma aparência encantadora. Wason tinha árvores plantadas em um padrão incomum em torno da praça do mercado. Os moradores só perceberam quando em 1975 a visualização de uma foto aérea que aquelas árvores formavam o que parece ser os três círculos da Trindade, com os dois interna avenidas possivelmente simbolizando um crucifixo.

## História

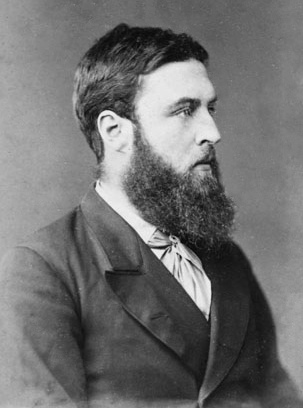
Cathcart Wason por volta de 1878

Wason, emigrou da Escócia para a Nova Zelândia no final de 1868. Em fevereiro de 1869 ou abril de 1870
Sua plantação de pinheiros e carvalhos, as nozes e os choupos plantados em mais de 600 acre(s)s (2,4 km2) permitiram abrigo da predominante vento do noroeste o que permitiu a criação de ovelhas e o cultivo de trigo.
Na propriedade, Wason construiu uma praça central do mercado, uma estação de correios, padaria, escola, igreja, outras instalações e quinze casas foram. O correio foi inaugurado em 1876 e no mesmo ano, a construção da igreja começou. Estes edifícios marcaram o início de Barrhill.
Os planos de Wason não se consolidaram, uma vez que a ferrovia não alcançou a região, a aldeia começou a declinar. A diminuição da população forçou o fechamento da escola em 1938, apesar de a Igreja de São João Evangelista ainda estar em uso. A maioria dos edifícios foram construídos a partir de madeira de pinos cultivadas na propriedade, mas os três edifícios originais de betão permanecem: a igreja, a escola e a escola.
Sem a ferrovia, Wason viu seu projeto como condenados e os vendeu em 1900. Em fevereiro de 1925, o Posto de Correios de Barrhill  foi fechado. A escola fechada em 1938.
O local foi tombado pelo Património da Nova Zelândia  por tratar-se de Lugar Histórico de Canterbury.

### População
Barrhill prosperou até cerca de 1885, quando a população da aldeia em si atingiu um pico de 50. Depois começou a declinar, primeiro, devido a uma recessão, definida em toda a Nova Zelândia que fez as pessoas se deslocam para onde as oportunidades de trabalho e segundo as pessoas migraram para perto de estações do Ramo ferroviário Methven. Wason começou gradualmente a vender partes de suas terras a partir de meados da década de 1880.
Mais recentes dados da população mostram os dados de Barrhill inseridos no distrito de meshblock. Onde em uma área de Predefinição:Convert/sqkm, viviam 60 pessoas em 1996, 60 em 2001, 69 em 2006, e 66 em 2013.

## Lugares notáveis
Três prédios no município permanecem desde o momento de sua fundação. Além disso, há o portão histórico a  2,2 quilômetros (1,4 mi) a noroeste de Barrhill. Os edifícios permanecem, em parte, porque eles foram construídos em concreto armado, com algumas paredes 30 centímetros (12 pol) de espessura. Os quatro edifícios são registrados na Categoria A ("alto valor") estruturas do património do Conselho Distrital de Ashburton.
A Igreja de São João foi principalmente financiada por Wason, e a construção começou em 1876, com o primeiro serviço realizado em 8 de julho de 1877, pelo vigário de Ashburton, W. E. Paige.
Desde que a escola foi fechada em 1938, o seu prédio tem sido usada para diversas funções. Ambos os edifícios são da propriedade do Conselho Distrital de Ashburton.
O portão de entrada da casa principal está equipado como um museu, e visitas podem ser organizadas através dos centros de informação de Ashburton ou Methven.

O Cemitério de Barrhill está localizado 200 metros (660 pé) a sudoeste da vila na Estrada Lauriston Barrhill. Ele é um dos 11 cemitérios abertos no Distrito Ashburton. O mais antigo enterro ocorreu em 1881.

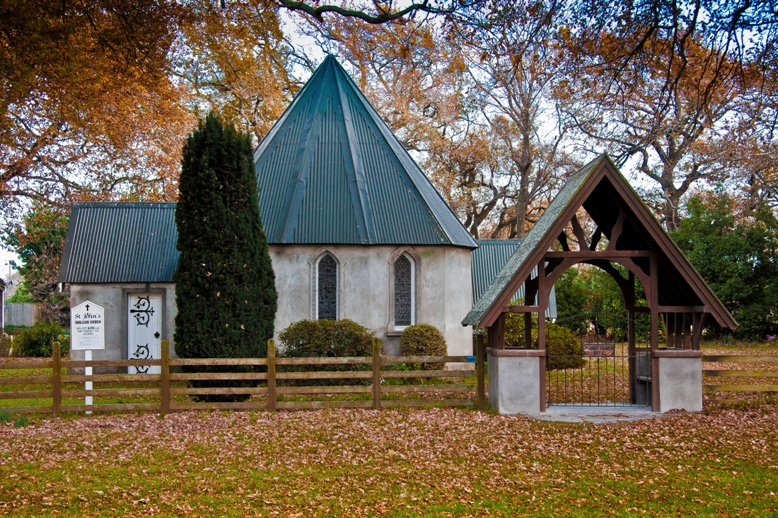
A Igreja de São João
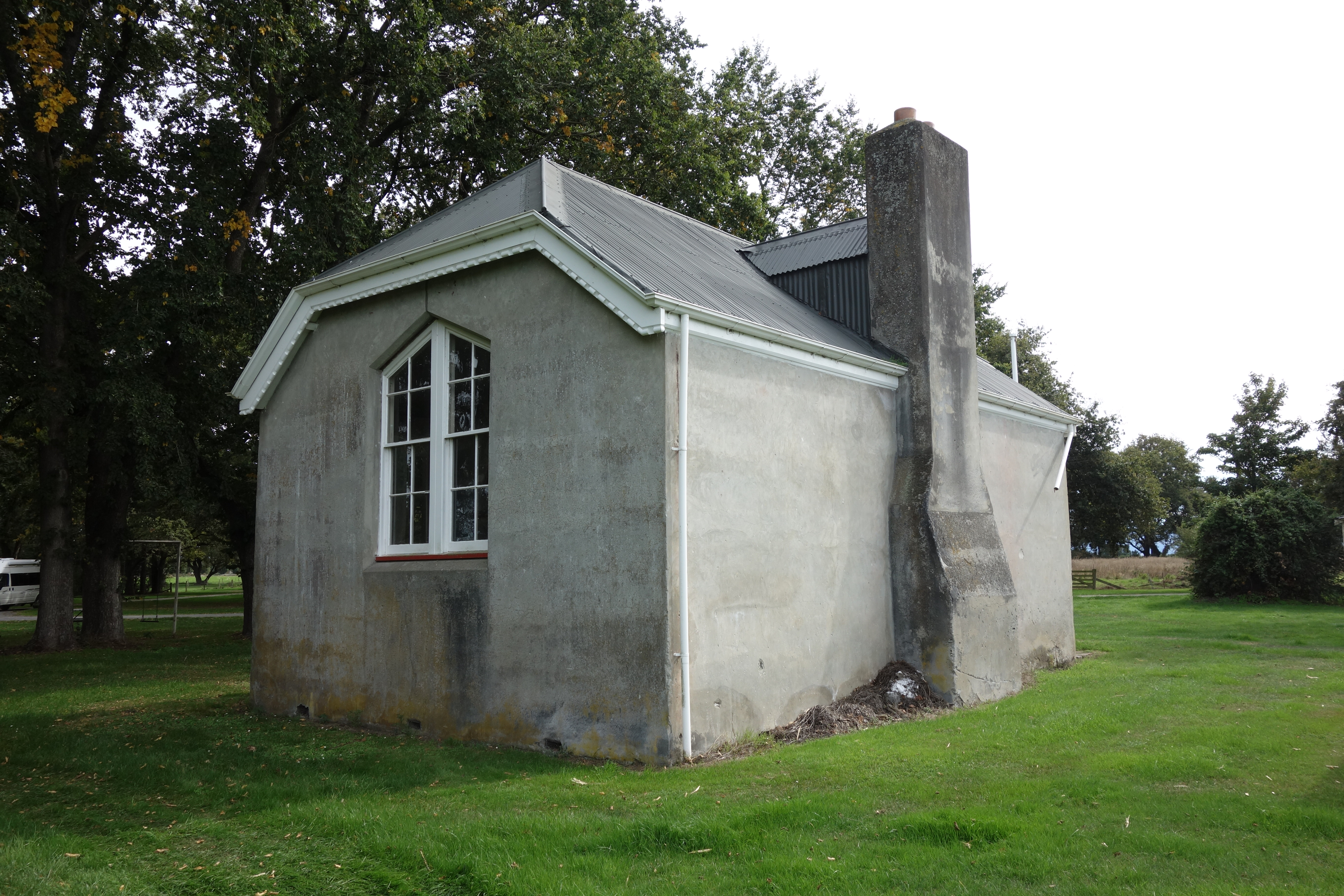
Antiga escola, agora, salão da comunidade
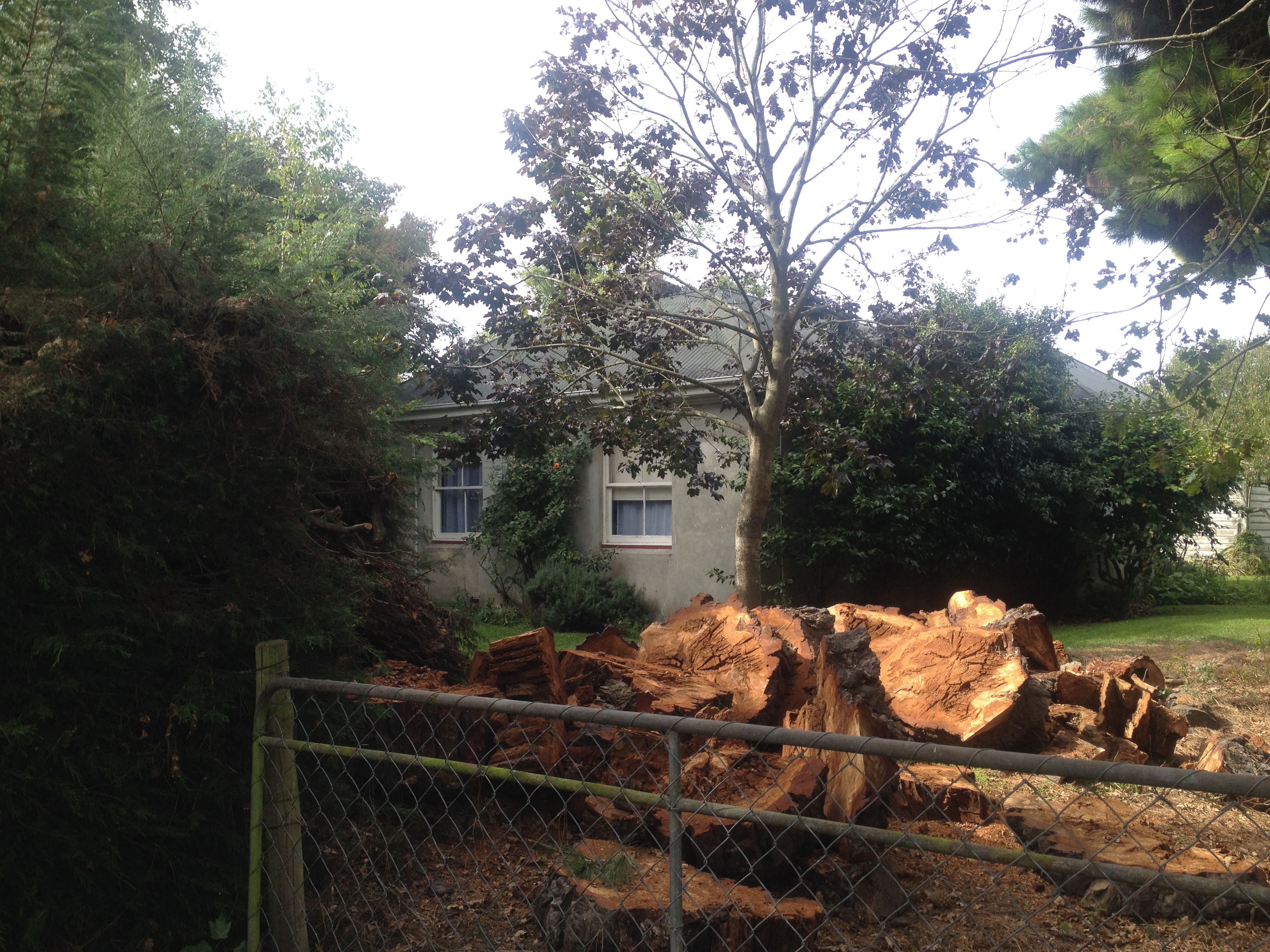
Antiga casa do professor
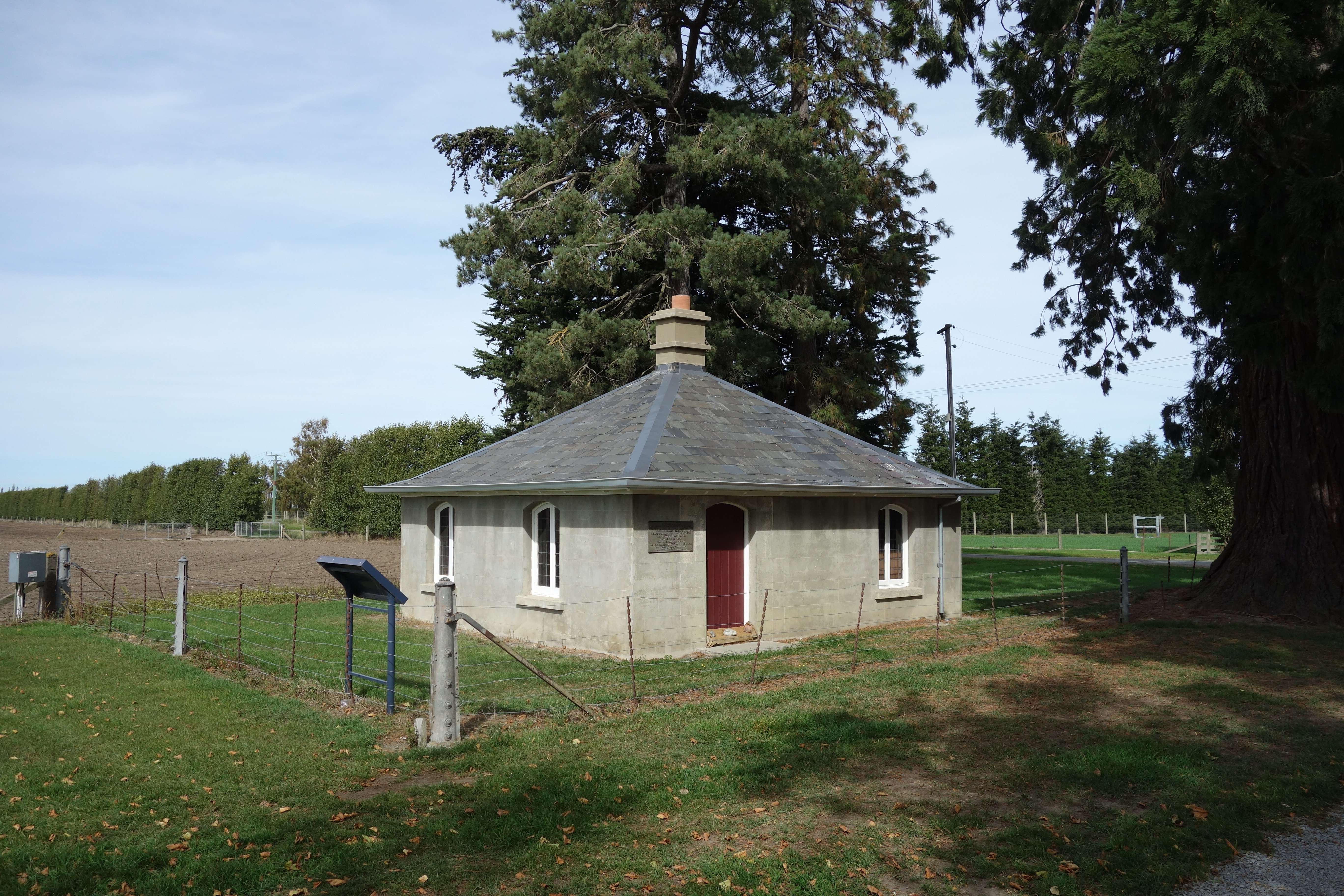
Corwar Gatekeepers Lodge
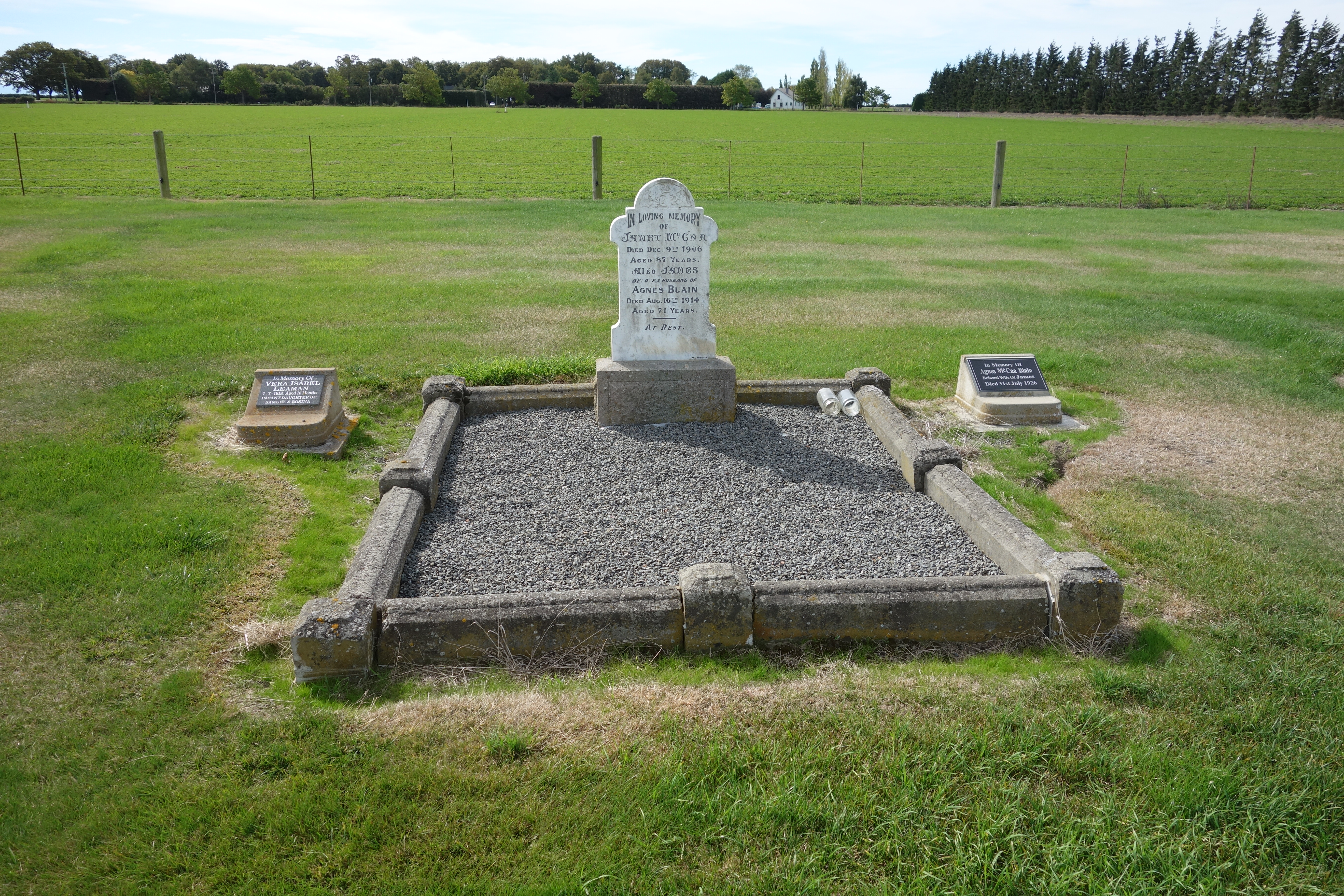
Cemitério, com as árvores da aldeia no plano de fundo

## Pessoas notáveis
O fundador de Barrhill, Cathcart Wason, era um membro do parlamento, em dois países: primeiro, na Nova Zelândia, para um total de seis anos e, em seguida, no Reino Unido, durante vinte anos. a Nova Zelândia, a atriz Tania Nolan, é nascida nas proximidades de Rakaia, viveu em Barrhill por dois anos quando criança.